# Wilhelm Cramer
Pour les articles homonymes, voir Cramer.
Wilhelm Cramer, né le 2 juin 1746 à Mannheim - mort le 5 octobre 1799 à Londres, est un violoniste et chef d'orchestre, fils de Johann Jacob Cramer et de Sybilla Catharina Gentes.

## Biographie
Wilhelm Cramer est violoniste à l'orchestre de la cour électorale. Il est l'un des artistes les plus remarquables de l'école de Mannheim et en 1772 est premier violon de l'Orchestre de la cour électorale. À la demande de Johann Christian Bach il se rend en 1773 avec sa famille à Londres où il dirige des concerts à la cour et occupe également la fonction de chef d'orchestre de l'opéra italien. Il dirige par ailleurs des concerts de musique ancienne et le concert annuel du « Musical Found », plus tard devenu la « Royal Society of Musicians ».
Johann Baptist Cramer est un de ses fils.
Il fréquente le salon parisien de Félicité de Genlis et y rencontre notamment la toute jeune pianiste Marie-Emmanuelle Bayon (vers 1776),  en compagnie du violoniste Ivan Mane Jarnowick et l'un des frères violoncellistes Duport.
Il est le père des musiciens Johann Baptist Cramer et Franz Cramer.

## Source
- (de) Cet article est partiellement ou en totalité issu de l’article de Wikipédia en allemand intitulé « Johann Wilhelm Cramer » (voir la liste des auteurs).